# Banyubulu
Banyubulu is een bestuurslaag in het regentschap Pamekasan van de provincie Oost-Java, Indonesië. Banyubulu telt 1764 inwoners (volkstelling 2010).